# Benzylaminopurin
Benzylaminopurin oder Benzyladenin, kurz BAP, ist ein synthetisches Phytohormon, welches in der Zell- und Gewebekultur eingesetzt wird.
Erstmals wurde BAP im Labor des schwedischen Pflanzenphysiologen Folke Karl Skoog synthetisiert und untersucht.
2010 wurde von der EU eine Risiko-Bewertung der Substanz vorgenommen.
Es zählt zur ersten Generation der synthetisch hergestellten Cytokinine und hat einen positiven Einfluss auf das Pflanzenwachstum. BAP hat Einfluss auf die Blüten- und die Fruchtbildung durch eine Stimulation der Zellteilungsrate.